# 卡諾卜罈

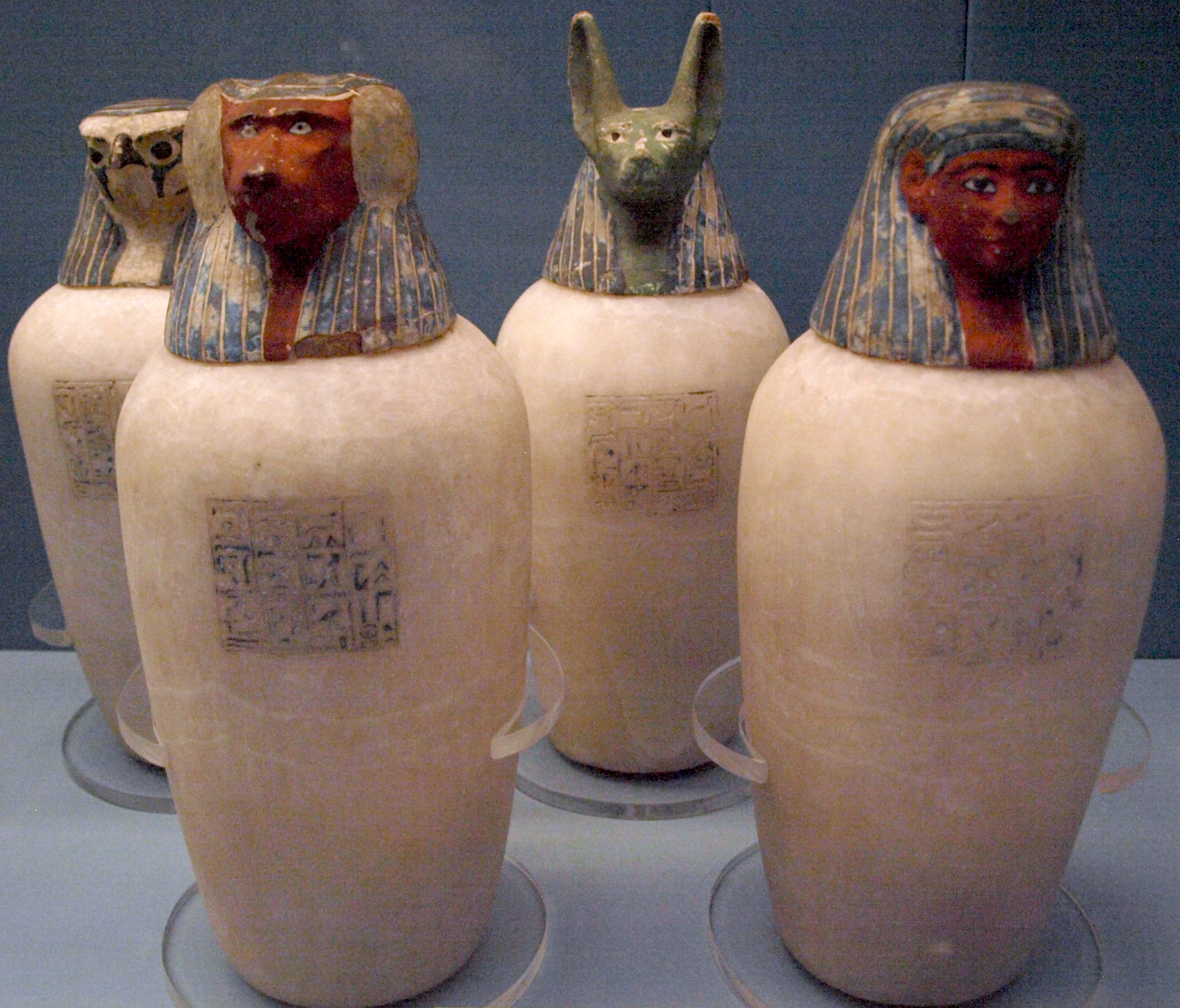
古埃及第二十一王朝阿蒙大祭師皮涅杰姆二世妻子聶斯孔斯的卡諾卜罈，以方解石製成，罈蓋以上色木材製成。
卡諾卜罈一般仿照荷魯斯的四個兒子製成：左起為凱布山納夫、哈碧、多姆泰夫與伊姆塞特。製成時間約公元前990年至前969年，現藏於大英博物館。

卡諾卜罈（〔英〕，另译卡諾皮克罐、卡諾波罐）是古埃及人製作木乃伊時用作保存內臟，以供來世使用的器具。它們一般是以石灰石製作，或者是陶器的製成品。自古王國時期起直至古埃及後期 （Late Period of ancient Egypt），古埃及人一直使用卡諾卜罈，到了托勒密王朝時期，內臟只是簡單地包裹，與屍體一起擺放。

## 語源
「卡諾卜」一詞源於希臘神話中的人物卡諾珀斯（Canopus），早期的埃及學家在尼羅河三角洲的卡諾坡斯（希臘語：Κάνωπος）發現了這些古物，而「卡諾坡斯」這詞乃出於古希臘人對該地的稱呼，因此，當時的埃及學家就錯誤地將這些罐子稱為「卡諾卜罈」。

## 荷魯斯的四個兒子在古埃及喪葬儀式上的地位
根據古王國時期的宗教文獻「金字塔銘文」的描述，荷魯斯的四個兒子多姆泰夫、凱布山納夫、哈碧與伊姆塞特在陰間侍候著已經死去的國王，四位神祇會為他清洗面部、打開他的口，為他消除飢餓與口渴。到了中王國時期以後，四位神祇的地位更顯重要，從而成為了保護死者內臟器官的神明。

## 功能與外觀上演變
每個罈子分別保存了個別的人體器官，包括胃、腸、肺和肝。卡諾卜罈的設計因時改變，在古王國時期，卡諾卜罈通常是以石灰石或方解石製成，上面沒有銘文，罈頂所用的只是一般的蓋子，但到了第一中間時期，罈蓋雕刻製作成人頭的模樣，以代表死者。
到了中王國時期，卡諾卜罈由石製的外箱和木製的內箱所盛載。其上半部分寬闊，向下漸漸收窄。將蓋子製成人頭模樣的卡諾卜罈這做法一直持續到新王國時期，到了第十八王朝後期，蓋子以荷魯斯的四個兒子取而代之荷魯斯的四個兒子代表了東南西北四個主要方向。每個神祇守護個別器官，以防侵害，這四個神祇分別是：
- 多姆泰夫（或譯杜阿木悌夫[6]、德艾姆特[1]），狼首神，代表東方，罈內貯藏了死者的胃，由女神奈斯神（Neith）保護。
- 凱布山納夫（或譯屈伯塞努耶[6]、蓋貝塞綠夫[1]），隼頭神，代表西方，罈內貯藏的是腸，由女神塞爾凱特（Serket，或譯塞勒凱特）保護。
- 哈碧（或譯哈匹[6]、哈皮[1]），狒狒首神，代表北方，罈內貯藏的是肺，由奈芙蒂斯保護。
- 伊姆塞特（或譯伊姆塞悌[6]、伊姆蒂[1]），人首，代表南方，罈內貯藏的是肝臟，由伊西斯所保護。

有時候，卡諾卜罈的蓋子是按照著為屍體塗上香料的死神阿努比斯製作，又或者繪成他的模樣。

## 铭文
卡諾卜罈合共有四個，每一個上面通常都刻有銘文，以求神靈庇佑。
- 伊姆塞特瓮上面的咒语是：我是伊姆塞特，你——奧西里斯的孩子，我来保护你。
- 多姆泰夫瓮上面的咒语是：我是多姆泰夫，爱你的——荷鲁斯的孩子。我来为父亲报仇，奥西里斯。
- 哈碧瓮上面的咒语是：你——奥西里斯的孩子，我来保护你。
- 凯布山纳夫瓮上面的咒语是：我是凯布山纳夫，你——奥西里斯的孩子。我已经来了，我会保护你。

## 卡諾卜罈與卡諾卜箱
卡諾卜罈放在卡諾卜箱（canopic chest）內，連同死者的石棺一同放在墓穴裏。因為古埃及人相信死者在陰間需要這些內臟。另外，它們亦會放於壁龕中。
埃及人視心臟為靈魂之所居，也是智慧之源和記憶之所存，因此心臟會留在身體中，而非放進卡諾卜罈裏。古埃及人相信死後心臟會與代表玛亚特（Ma'at，真實、真理）的羽毛一同放在天秤上，並由阿努比斯所量度。如果生前作惡，比羽毛重的心臟就會餵給阿米特。

## 處理內臟的方法
古埃及人在製作木乃伊時，會將內臟從取走，以免屍體腐爛。內臟的附腐處理跟製作木乃伊是非常相似的。他們會以一種名為天然碳酸鈉的鹽化合物醃製，使之變乾，繼而在洗滌、弄乾塗上香膏，再罩上一層軟化樹脂，然後以亞麻布條包裹而成。

## 圖庫
- 雪花石膏製成的卡諾卜罈，其形象為赫里奧波里斯的公牛神穆涅維斯（英语：Mnevis），製作時間約為公元前672至前525，收藏在馬德里西班牙國立考古博物館。
- 中王朝時期埃及第十二王朝塞涅布悌斯（英语：Senebtisi）夫人的卡諾卜罈，使用石灰石製成作為材料製作。
- 收藏在大英博物館的一組卡諾卜罈。

## 資料來源
1. 1 2 3 4 5 6 7  香港藝術館、香港臨時市政局（1998）：大英博物館藏埃及珍寶展，190頁，香港：臨時市政局。
2. ↑  .   [2010-05-22]. （原始内容存档于2012-05-04）.
3. 1 2 3  Shaw, Ian and Nicholson, Paul. The Dictionary of Ancient Egypt. p.59 Harry N. Abrams, Inc. 1995. ISBN 0-8109-9096-2
4. ↑  Spencer, Jeffrey. et al. The British Museum Book of Ancient Egypt. p.115 The British Museum Press. ISBN 978-0-7141-1975-5
5. ↑  David, A. Rosalie Handbook to Life in Ancient Egypt Oxford University Press 1999 ISBN 978-019513hi2151 p.152 "canopic+jars"
6. 1 2 3 4 5 6 7 8 9 10 11  劉文鵬（2008年）：《埃及考古學》，206至209頁，北京：三聯書店。
7. ↑  Shaw, Ian and Nicholson, Paul. The Dictionary of Ancient Egypt. p.60 Harry N. Abrams, Inc. 1995. ISBN 0-8109-9096-2
8. ↑  Murray, Margeret Alice The Splendor that was Egypt Dover Publications 2004 (reprint of much earlier work) ISBN 978-0486431000 p.123 "canopic+jars"
9. ↑  《图说天下，法老的世界 古埃及》吉林出版集团
10. ↑  .   [2010-05-22]. （原始内容存档于2011-07-07）.
11. ↑  .   [2010年5月22日]. （原始内容存档于2010年5月3日）.

## 外部連結
- CCTV.com：保存死者内脏的容器（页面存档备份，存于）